# チームリステル
チームリステルは、リステルスキーファンタジアをベースとして結成された、フリースタイルスキーチーム。
全日本スキー連盟（SAJ）登録団体。

## 概要
日本ではフリースタイルスキーがマイナーの存在であった1985年リステルグループ創始者の鈴木長治の元、角皆優人を中心に創設される。
当時は、まだ数少ないフリースタイルスキーチームのひとつで、日本フリースタイルスキー界の草分け的な存在。
元々、リステルで勤務しながら競技生活を送る社員を中心に構成されていたが、一般にも門戸を広げている。
その後のフリースタイルスキー普及に大きな役割を果たし、多数のフリースタイルスキー日本代表選手や有名選手を輩出した。
2011年4月、東日本大震災による影響などから遠征費用、コーチの雇用などについて、選手への支援を大幅に縮小せざるを得なくなったことを公表、附田雄剛、上野修などは退社することを決めた。
一時期はノルディック複合選手の渡部剛弘も在籍していた。

## 在籍者
(過去在籍者も含む)
- 男性
  - 角皆優人
  - 高野弥寸志
  - 田北茂
  - 武用健
  - 横山岳男
  - 中野銀次郎
  - 待井寛
  - 荒瀬裕基
  - 原隆司
  - 倉田孝太郎
  - 堀江和久
  - 附田雄剛
  - 上野修
  - 桑原竜司
  - 遠藤夏樹
  - 渡部剛弘
- 女性
  - 藤井博子
  - 西潟寿美代
  - 水谷夏女
  - 星野純子